# Урало-сибирские языки
Ура́ло-сиби́рские языки́ — гипотетическая языковая семья, включающая уральские, юкагирские, эскимосо-алеутские, возможно, нивхский язык, а также чукотско-камчатские языки. Была предложена в 1998 году Майклом Фортескью, экспертом по чукотско-камчатским и эскимосско-алеутским языкам в его книге Language Relations across Bering Strait. В 2011 году Фортескью исключил чукотско-камчатские языки из этой семьи.

## История
Структурное сходство между уральскими и эскимосско-алеутскими языками было замечено рано. В 1746 году датский теолог Маркус Вёльдик сравнил гренландский с венгерским. В 1818 году Расмус Раск считал гренландский язык родственным уральским языкам, в частности финский, и представил список лексических соответствий (Раск также считал уральские и алтайские родственными друг другу.) В 1959 году Кнут Бергсланд опубликовал статью «Эскимосско-уральская гипотеза», в которой он, как и другие авторы до него, представил ряд грамматических сходств и небольшое количество лексических соответствий. В 1962 году Моррис Сводеш предложил связь между эскимосско-алеутской и чукотско-камчатской языковыми семьями. В 1998 году Майкл Фортескью представил более подробные аргументы в своей книге «Языковые отношения через Берингов пролив». Его название напоминает статью Морриса Сводеша 1962 года «Лингвистические отношения через Берингов пролив».
Майкл Фортескью (2017) представляет, помимо новых лингвистических доказательств, также несколько генетических исследований, которые подтверждают общее происхождение включенных групп с предполагаемой родиной в северо-восточной Азии.

## Нивхский язык
Фортескью не считал нивхов частью урало-сибирской семьи. Однако Фредерик Кортландт считает нивхский язык частью урало-сибирских, а также индоуральских: некоторые свидетельства родства: уральское причастие *-pa и нивхский герундий: *-pa. Местоимения *mi, *ti по сравнению с нивхскими: ni и či.

## Чукотско-камчатские языки
Фортескью сначала включил чукотско-камчатские языки в семью, но позже пришёл к выводу, что сходство обусловлено взаимным влиянием.

### Сходства
| Лицо | Праэскимосско-алеутский | Прачукотско-камчатский |
| ---- | ----------------------- | ---------------------- |
| 1s   | *(t)ŋa/ka               | *kəm                   |
| 1d   | *kuɣ                    | *mək                   |
| 1p   | *kut/vut                | *mət                   |
| 2s   | *n/t/tən/kən            | *kəð                   |
| 2d   | *ðəɣ, təɣ               | *tək                   |
| 2p   | *ði/ci                  | *turi                  |

| Прачукотско-камчатский       | Прауральский             |
| ---------------------------- | ------------------------ |
| *ajtat 'преследовать'        | *aja 'преследовать'      |
| *ajval 'ветровая сторона'    | *saja 'приют'            |
| *ajwa 'мозг'                 | *ojwa 'голова'           |
| *ær 'вытекающий'             | *sarV 'текущий'          |
| *jæɣ 'стопа'                 | *jalka 'стопа, нога'     |
| *jət 'идти'                  | *juta 'идти'             |
| *kəɣwa 'высохнуть'           | *kuiva 'сухой' (финский) |
| *tava 'давить'               | *tappa 'удар'            |
| *tæjkə 'делать'              | *teke 'делать'           |
| *təlvə 'жечь'                | *tule 'огонь'            |
| *təlæ 'идти'                 | *tule 'приходить'        |
| *wəltə 'близко друг к другу' | *welje 'брат'            |

| Нивхский                      | Прачукотско-камчатский                   |
| ----------------------------- | ---------------------------------------- |
| *aui 'рот'                    | *æw 'сделать дыру'                       |
| *kama 'бежать'                | *kame 'передвигаться'                    |
| *juty 'залить'                | *jit 'капать'                            |
| *poju 'курить'                | *pujæ 'готовить на горячих камнях в яме' |
| *t'am 'сохранять спокойствие' | *təmɣə 'сохранять спокойствие'           |
| *uige 'нет'                   | *ujŋæ 'нет'                              |

## Праурало-сибирский язык
Часть праурало-сибирской лексики реконструировал Майкл Фортескью (2011):152–159
| Праурало-сибирский  | Значение                            |
| ------------------- | ----------------------------------- |
| *aj(aɣ)-            | продвигаться вперёд                 |
| *al(a)/*ïl(a)       | внизу                               |
| *am(u)-             | зачёрпывать                         |
| *an’a               | пожилая родственница женского пола  |
| *aŋə                | открытый                            |
| *ap(p)a/*ïp(p)ï     | прадед                              |
| *äk(k)ä             | родственник мужского пола (отец)    |
| *än(ə)-/*an(əɣ)-    | дышать                              |
| *ciɣ(uɣ)/*cuɣ(uɣ)   | песок                               |
| *el(ä)-             | быть                                |
| *el(l)ä             | нет                                 |
| *emä                | матерь                              |
| *ilu-               | двигаться                           |
| *imə(ɣ)-            | сосать (грудь)                      |
| *jav(a)             | позади                              |
| *jeləɣ-             | жечь                                |
| *joŋk(əɣ)-          | нос                                 |
| *jutə(ɣ)-           | идти в                              |
| *ka/*ko             | почему?                             |
| *kað’a              | гора                                |
| *kanə-              | уходить                             |
| *kan(iɣ)            | холод, зима                         |
| *kälə-              | перейти вброд                       |
| *käl(uɣ)-           | зашнуровывать                       |
| *käm(əɣ)-           | сложный, сильный                    |
| *käm(əɣ)            | обувь                               |
| *keðe(ɣ)            | весна                               |
| *kerə/*korə         | кожа                                |
| *ki                 | кто?                                |
| *kiɣ(aɣ)-           | пробивать, дырявить                 |
| *koj(ra)            | животное мужского пола              |
| *kuð’(ə)/*kul’(ə)   | выше                                |
| *kule-              | создавать звук                      |
| *kumə-              | течение                             |
| *kunta              | товарищ, племя                      |
| *kurə(ɣ)-           | связь                               |
| *le-                | становиться                         |
| *lepa-/*lempa-      | махать                              |
| *lep(p)ə            | весло                               |
| *lup(sa)            | жидкость                            |
| *mal(iɣ)/*mïl(iɣ)   | волна                               |
| *mäkə-              | подниматься                         |
| *mäl(kə)            | грудь                               |
| *me                 | здесь                               |
| *menə-              | идти                                |
| *mi                 | почему                              |
| *muɣə-              | бродить                             |
| *na/*nä             | этот                                |
| *naj(aɣ)            | девочка                             |
| *nimə               | имя                                 |
| *n’ar(u)            | кожа с удаленными волосами          |
| *n’ik(a)-           | наклонить                           |
| *n’om(əɣ)-          | сжимать                             |
| *o(w)-              | этот, тот                           |
| *oj(wa)             | голова, шея                         |
| *ol(u)              | щека                                |
| *paŋkiɣ-            | хватать                             |
| *pat’k(ə)-          | проникать                           |
| *päŋə               | верхний                             |
| *pejə(ɣ)-/*pojə(ɣ)- | готовить                            |
| *pel(ju)            | лист или початок                    |
| *pel(aɣ)-           | разрезать                           |
| *pit(uɣ)-           | связать                             |
| *poŋkə              | пригорок                            |
| *pura-              | идти в                              |
| *puwə-/*puɣə-       | набухать                            |
| *sac’(c’)a(ɣ)-      | тетя по отцовской линии             |
| *saɣə-              | идти                                |
| *sarə-              | стекать                             |
| *seɣə-              | еда                                 |
| *soŋə-              | попасть в                           |
| *sula-              | таять                               |
| *s’akə-/*s’äkə-     | мороз                               |
| *s’ap(p)ə-          | рубить                              |
| *s’äŋkə-            | ломать                              |
| *s’ep(u)            | шея                                 |
| *s’erä              | природа                             |
| *s’om(eɣ)-          | беспокоиться                        |
| *s’up(p)ə-          | резать                              |
| *ta                 | тот                                 |
| *tap(p)a(ɣ)-        | удар                                |
| *teŋ(ä)-            | летать                              |
| *toɣə-              | брать                               |
| *tuðka              | совет                               |
| *tuɣlï/*tiluɣ       | ветер                               |
| *tup(əɣ)-           | покрытие                            |
| *t’ant’ə-/*t’unt’ə- | шаг                                 |
| *t’ono/*t’eno       | назад                               |
| *uɣ(ə)-/*uj(ə)-     | готовить на огне                    |
| *wejə-              | поток                               |
| *wel(ja)            | вещь или человек рядом с            |
| *wen(i)-            | растянуть кожу до полного высыхания |
| *wolə(ɣ)            | нож                                 |

## Прародина
Фортескью утверждает, что на урало-сибирском праязыке (или комплексе родственных праязыков), возможно, говорили мезолитические люди, занимавшиеся охотой и рыболовством на юге центральной Сибири (примерно, от верховьев Енисея реки до озера Байкал) между 8000 и 6000 годами до н. э., и что праязыки производных семей, возможно, были перенесены на север из этой прародины несколькими последовательными волнами примерно до 4000 года до н. э., в результате чего самодийская ветвь уральского языка заняла прародину после этого.

## Внешнее родство
Некоторые или все из четырёх урало-сибирских семейств были включены в более обширные группы языков (см. ссылки ниже). Гипотеза Фортескью не противоречит и не исключает эти различные предложения. В частности, он считает вероятным отдалённое родство между урало-сибирскими и алтайскими языками (или некоторой частью алтайских языков) (см. Урало-алтайская гипотеза). Однако Фортескью считает, что урало-сибирские языки находятся в пределах доказуемого, в то время как ностратические могут быть слишком отдалённой группировкой, чтобы когда-либо быть убедительно продемонстрированным.
Лингвист Фредерик Кортландт (2006:1) утверждает, что индо-уральские языки (предлагаемая языковая семья, состоящая из уральского и индоевропейского языков) сама по себе является ветвью урало-сибирского и что кроме того, нивхский язык также относится к урало-сибирским. Это сделало бы урало-сибирские языки гораздо более обширной языковой семьёй. Кортландт (2006:3) считает, что урало-сибирские и алтайские (определяемые им как состоящие из тюркского, монгольского, тунгусского, корейского и японского языков) могут быть координационными ветвями евразийской языковой семьи, предложенной Джозефом Х. Гринбергом, но отвергаемой большинством лингвистов.

### Гипотезы о внешнем родстве
- Эскимосско-уральские языки
- Евроазиатские языки
- Индо-уральская гипотеза
- Ностратические языки
- Урало-алтайская гипотеза
- Уральско-юкагирские языки
- Чукотско-камчатско-амурские языки
- Сино-уральские языки